# NGC 4653
NGC 4653 (również PGC 42847 lub UGC 7900) – galaktyka spiralna z poprzeczką (SBc), znajdująca się w gwiazdozbiorze Panny. Odkrył ją William Herschel 11 kwietnia 1787 roku.
W galaktyce tej zaobserwowano supernowe SN 1999gk i SN 2009ik.